# Tanzac
 Tanzac  es una población y comuna francesa, situada en la región de Poitou-Charentes, departamento de Charente Marítimo, en el distrito de Saintes y cantón de Gémozac.

## Demografía
| 302 | 288 | 262 | 248 | 230 | 251 |
| Para los censos de 1962 a 1999 la población legal corresponde a la población sin duplicidades (Fuente: INSEE [Consultar]) |     |     |     |     |     |